# Catananche caerulea
Il cupidone azzurro (nome scientifico Catananche caerulea L., 1753) è una specie di pianta angiosperma dicotiledone della famiglia delle Asteraceae.

## Etimologia
Il nome del genere (Catananche) deriva da un verbo ellenico "katanangkazo" ( = far violenza, costringere); probabilmente l'abbinamento di tale nome al fiore di questa voce deriva da un'antica usanza delle streghe della Tessalia per preparare con esso dei filtri d'amore per "costringere" il partner restio. L'epiteto specifico (caerulea) si riferisce al colore bluastro della corolla; mentre il nome comune (cupidone azzurro) fa ancora riferimento alle sue presunte proprietà amorose.

Il binomio scientifico della pianta di questa voce è stato proposto da Carl von Linné (1707 – 1778) biologo e scrittore svedese, considerato il padre della moderna classificazione scientifica degli organismi viventi, nella pubblicazione "Species Plantarum - 2: 812" del 1753 (in realtà Linneo l'aveva già utilizzata in una precedente pubblicazione: "Systema naturae" del 1735).

## Descrizione

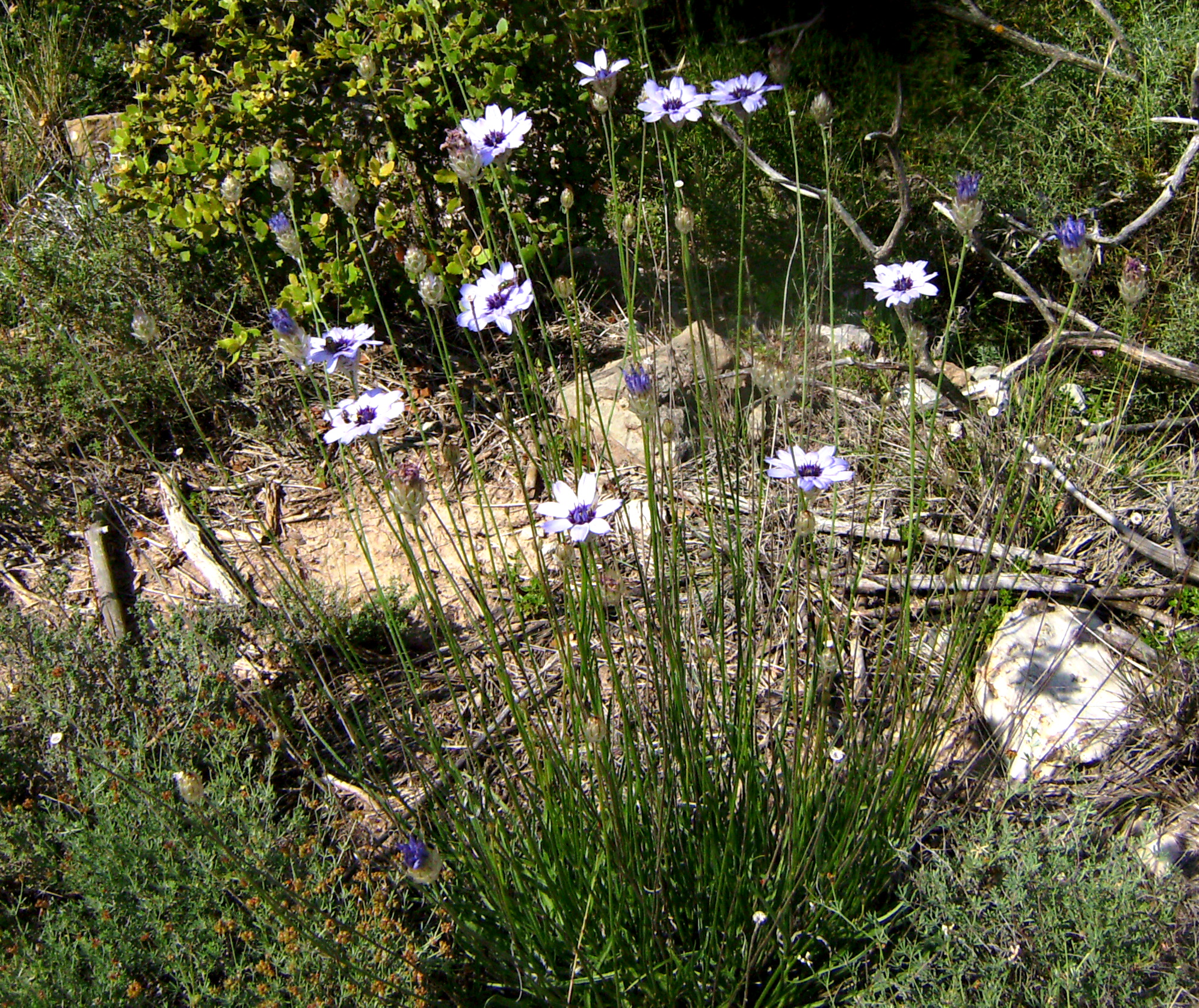
Il portamento

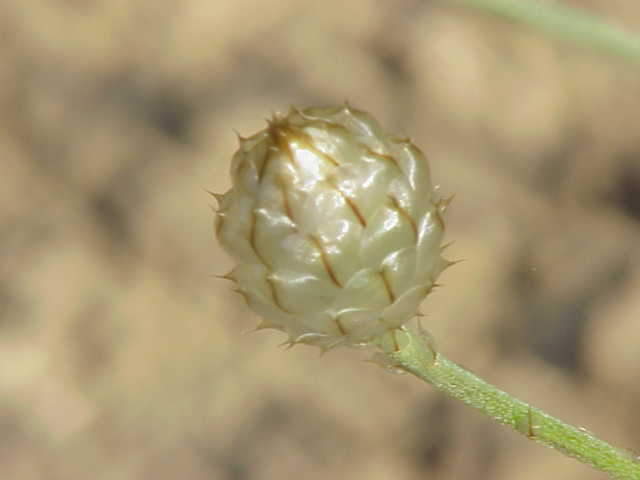
L'involucro

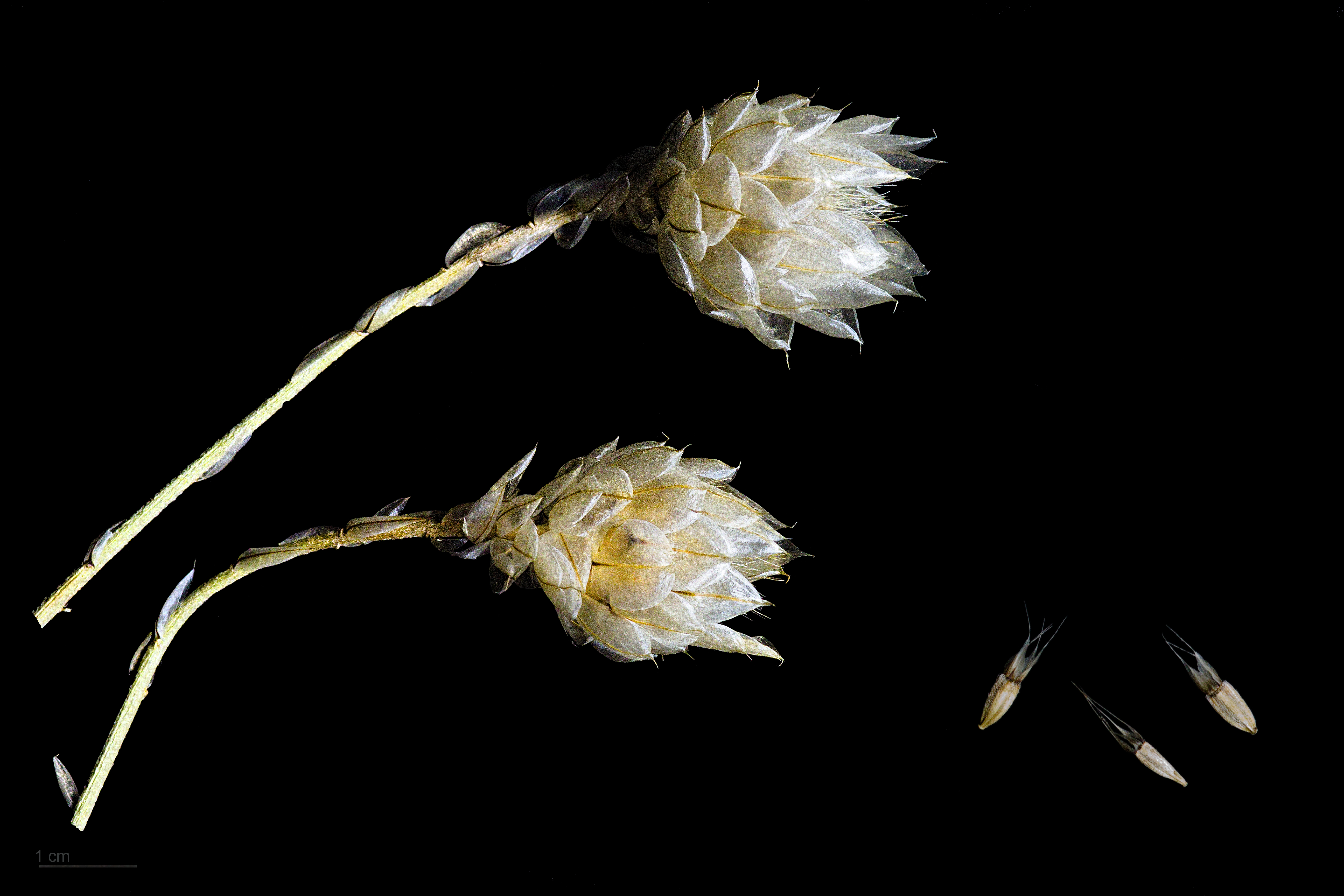
L'infiorescenza

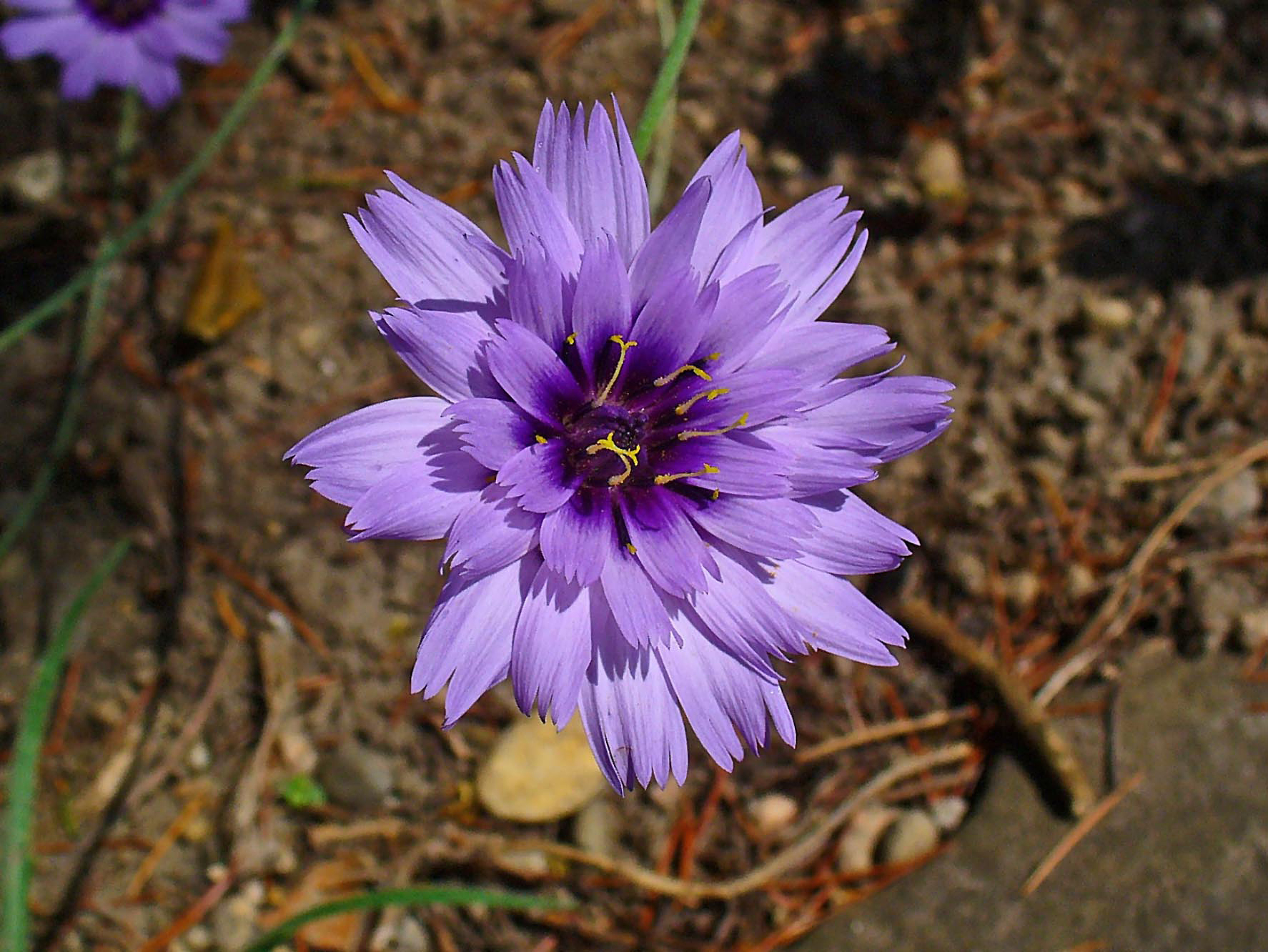
I fiori

Habitus. La forma biologica della specie è emicriptofita scaposa (H scap), ossia sono piante erbacee, perenni, con gemme svernanti al livello del suolo e protette dalla lettiera o dalla neve, dotate di un asse fiorale eretto e spesso privo di foglie.
Fusto. La parte aerea del fusto è eretta, semplice o ampiamente ramosa e pubescente. La radice è fittonante. L'altezza di queste piante varia da 2 a 9 dm.
Foglie. Le foglie basali sono disposte in modo alternato (a rosetta), e hanno una lamina a forma lineare, leggermente spatolata verso la fine della lamina ma acute all'apice. Il tipo di foglia in genere è intera ma può essere presente anche la forma pennata con 2 - 4 lacinie laterali. Le foglie, verdi su entrambe le facce, dei rami fioriti (foglie cauline) sono ridotte a delle brevi brattee membranose. Dimensione delle foglie: larghezza 0,3 - 0,7 cm; lunghezza 20 – 30 cm.
Infiorescenza. Le infiorescenze sono composte da singoli capolini isolati all'apice di lunghissimi peduncoli afilli. I capolini sono formati da un involucro con una forma cilindrica (o ovoidea/campanulata) composto da diverse brattee (o squame) disposte su due serie in modo embricato all'interno delle quali un ricettacolo fa da base ai fiori tutti ligulati. Le squame sono argentee, quelle inferiori hanno una forma ovata, mentre quelle superiori sono più allungate; i bordi sono scariosi e sul dorso è presente una venatura centrale. Il ricettacolo, piatto, è setoloso e provvisto di pagliette a protezione della base dei fiori. Diametro del capolino: 150 mm. Lunghezza del peduncolo: 30 cm. Dimensione delle squame inferiori: larghezza 4 mm; lunghezza 8 mm. Dimensione delle squame superiori: larghezza 4 mm; lunghezza 12 mm.
Fiori. I fiori sono tutti del tipo ligulato (il tipo tubuloso, i fiori del disco, presente nella maggioranza delle Asteraceae, qui è assente), sono tetra-ciclici (ossia sono presenti 4 verticilli: calice – corolla – androceo – gineceo) e pentameri (ogni verticillo ha 5 elementi). I fiori sono tutti ermafroditi e zigomorfi.
- Formula fiorale:

*/x K {\displaystyle \infty }, [C (5), A (5)], G 2 (infero), achenio
- Calice: i sepali del calice sono ridotti ad una coroncina di squame.
- Corolla: la corolla è ligulata (dimensione della ligula dei fiori periferici: larghezza 5 mm; lunghezza 20 mm) raggiante con 5 evidenti dentelli terminali; la corolla è lunga 20 – 26 mm ed è colorata di azzurro (raramente bianco o rosso).
- Androceo: gli stami sono 5 con filamenti liberi, mentre le antere sono saldate in un manicotto (o tubo) circondante lo stilo.[15] Le antere di colore porporino scuro e alla base sono acute. Il polline è tricolporato.[16]
- Gineceo: gli stigmi dello stilo (corto) sono due divergenti; l'ovario è infero uniloculare formato da 2 carpelli. Gli stigmi sono filiformi e pelosi sul lato inferiore.
- Fioritura: da luglio a settembre.

Frutti. I frutti sono degli acheni con pappo. Gli acheni sono oblunghi e rigati (5 - 10 coste) con un profilo cilindrico. Il pappo è formato da 5 - 7 squame lesiniformi aristate.

## Biologia
- Impollinazione: l'impollinazione avviene tramite insetti (impollinazione entomogama tramite farfalle diurne e notturne).
- Riproduzione: la fecondazione avviene fondamentalmente tramite l'impollinazione dei fiori (vedi sopra).
- Dispersione: i semi (gli acheni) cadendo a terra sono successivamente dispersi soprattutto da insetti tipo formiche (disseminazione mirmecoria). In questo tipo di piante avviene anche un altro tipo di dispersione: zoocoria. Infatti gli uncini delle brattee dell'involucro si agganciano ai peli degli animali di passaggio disperdendo così anche su lunghe distanze i semi della pianta.

## Distribuzione e habitat

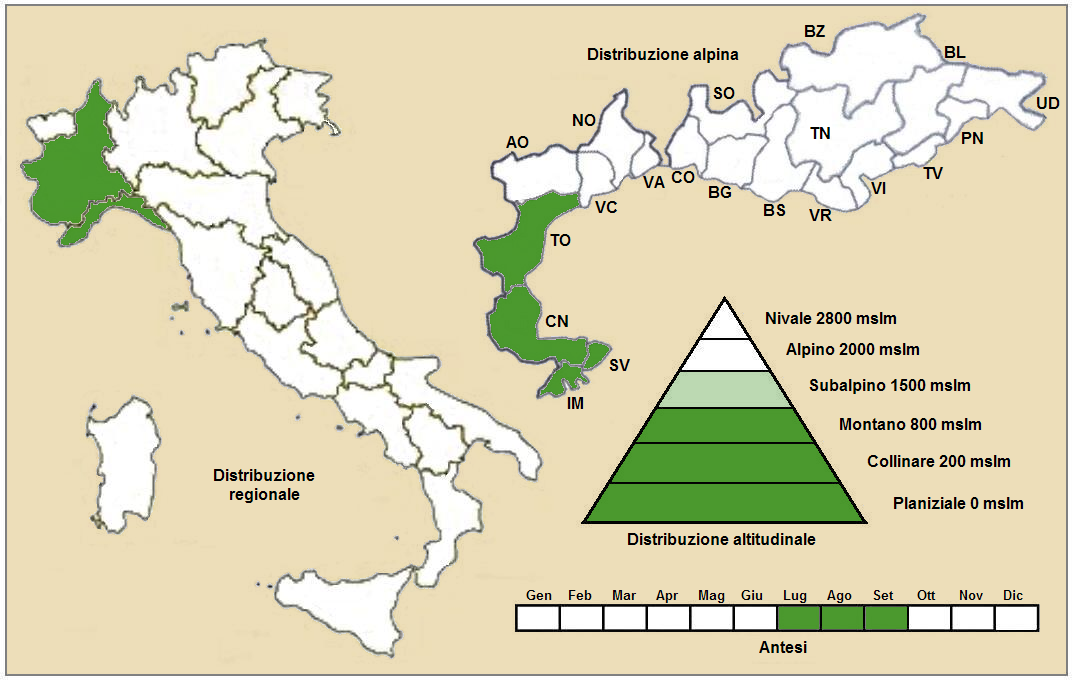
Distribuzione della pianta
(Distribuzione regionale – Distribuzione alpina)

- Geoelemento: il tipo corologico (area di origine) è Ovest Mediterraneo.
- Distribuzione: in Italia è una specie rara e si trova solamente nel Piemonte, nella Liguria e in Sicilia. Fuori dall'Italia (sempre nella zona alpina) si trova in Francia (dipartimenti di Alpes-de-Haute-Provence, Hautes-Alpes, Alpes-Maritimes, Drôme e Isère). Sugli altri rilievi europei si trova nel Massiccio del Giura, Massiccio Centrale e Pirenei.[18] È presente anche in Africa (Libia, Tunisia, Algeria e Marocco).[19]
- Habitat: l'habitat tipico per questa specie sono i prati aridi; ma anche i muri, i ripari sotto roccia, le garighe e le macchie basse. Il substrato preferito è calcareo ma anche calcareo/siliceo con pH basico, medi valori nutrizionali del terreno che deve essere arido.[18]
- Distribuzione altitudinale: sui rilievi queste piante si possono trovare fino a 800 m s.l.m.; frequentano quindi i seguenti piani vegetazionali: collinare, montano e in parte quello subalpino (oltre a quello planiziale – a livello del mare).

### Fitosociologia

#### Areale alpino
Dal punto di vista fitosociologico alpino Catananche caerulea appartiene alla seguente comunità vegetale:
Formazione: comunità delle lande di arbusti nani e delle torbiere
Classe: Rosmarinetea
Ordine: Rosmarinetalia

#### Areale italiano
Per l'areale completo italiano Catananche caerulea appartiene alla seguente comunità vegetale:
Macrotipologia: vegetazione forestale e preforestale.
Classe: Querco roboris-Fagetea sylvaticae Br.-Bl. & Vlieger in Vlieger, 1937
Ordine: Quercetalia pubescenti-Petraeae Klika, 1933
Alleanza: Quercion pubescenti-petraeae Br.-Bl., 1932
Descrizione. L'alleanza Quercion pubescenti-petraeae è relativa alle comunità forestali di querce caducifogli. Queste comunità in Italia si rinvengono nelle Alpi marittime e nell’Appennino ligure e sono influenzate da condizioni bioclimatiche di tipo sub-continentale, con forti escursioni termiche. Si insediano soprattutto lungo i versanti soleggiati e su substrati prevalentemente carbonatici. La distribuzione di questa alleanza include i settori meridionali e sudorientali extra-mediterranei della Francia, della Spagna settentrionale, della Svizzera e dell’Italia settentrionale. Dal punto di vista strutturale si tratta di boschi esigui, a causa della frammentarietà dell’habitat e/o del forte disturbo antropico (non riescono quindi a raggiungere una struttura forestale complessa). A volte si presentano in forme di boscaglie primitive frammisti a prati limitrofi oppure a comunità confinanti, come betuleti e pinete.
Specie presenti nell'associazione: Quercus pubescens, Quercus petraea, Buxus sempervirens, Fraxinus ornus, Pinus sylvestris, Castanea sativa, Quercus cerris, Ostrya carpinifolia, Acer opalus, Hypericum montanum, Amelanchier ovalis, Carex humilis, Catananche coerulea, Cotoneaster nebrodensis, Melica nutans, Primula veris, Vincetoxicum hirundinaria, Primula elatior, Astragalus monspessulanus.
Altre alleanze per questa specie sono:
- Helianthemo italici-Aphyllanthion monspeliensis.

## Tassonomia
La famiglia di appartenenza di questa voce (Asteraceae o Compositae, nomen conservandum) probabilmente originaria del Sud America, è la più numerosa del mondo vegetale, comprende oltre 23.000 specie distribuite su 1.535 generi, oppure 22.750 specie e 1.530 generi secondo altre fonti (una delle checklist più aggiornata elenca fino a 1.679 generi). La famiglia attualmente (2021) è divisa in 16 sottofamiglie.

### Filogenesi
Il genere della specie di questa voce appartiene alla sottotribù Scolyminae della tribù Cichorieae (unica tribù della sottofamiglia Cichorioideae). In base ai dati filogenetici la sottofamiglia Cichorioideae è il terz'ultimo gruppo che si è separato dal nucleo delle Asteraceae (gli ultimi due sono Corymbioideae e Asteroideae). La sottotribù Scolyminae è uno dei cladi iniziali che si sono separati dalla tribù.
All'interno della sottotribù il genere relativo a questa voce, da un punto di vista filogenetico, occupa una posizione centrale e supporta la relazione di "gruppo fratello" con il clade formato dai generi Hymenonema e Scolymus.
I caratteri distintivi per le specie del genere Catananche sono:
- le venature delle foglie sono parallele;
- le brattee dell'involucro son 5 - 7;
- i margini delle brattee involucrali sono argentei e brillanti;
- il ricettacolo è setoloso.

Il numero cromosomico di C. caerulea è: 2n = 16 e 18.

### Specie simili
In Italia di questo genere è presente solamente un'altra specie: Catananche lutea. Quest'ultima pianta si distingue da quella di questa voce per il colore giallo dei petali e per il ciclo biologi annuale.

### Sinonimi
Questa entità ha avuto nel tempo diverse nomenclature. L'elenco seguente indica alcuni tra i sinonimi più frequenti:
- Catananche bicolor   Anon.
- Catananche carpholepis   Nyman
- Catananche propinqua  Pomel
- Cupidonia caerulea Bubani

## Usi (Giardinaggio)
Questo fiore ha attirato molto presto l'attenzione dei giardinieri specialmente per la sua resistenza nel tempo (i petali hanno una caratteristica consistenza cartacea). Nel commercio è impiegato come fiore reciso a lunghissima conservazione, mentre nel giardinaggio già del 1596 si hanno le prime notizie di questa pianta. Tra i giardinieri è conosciuta la forma "bicolor". La varietà C. caerulea 'Major' ha vinto il "Royal Horticultural Society's Award of Garden Merit".

## Altre notizie
Il cupidone azzurro in altre lingue è chiamato nei seguenti modi:
- (DE)  Rasselblume
- (FR)  Cupidone bleue
- (EN)  Cupid's Dart